# ۱۵۱ (قمری)
۱۵۱ (قمری)، صد و پنجاه و یکمین سال در گاهشماری هجری قمری است. اول محرم این سال برابر با سی‌ام ژانویه سال ۷۶۸ میلادی است.